# Großer Preis von Spanien 1998
Der Große Preis von Spanien 1998 (offiziell XL Gran Premio Marlboro de España) fand am 10. Mai auf dem Circuit de Barcelona-Catalunya in Montmeló statt und war das fünfte Rennen der Formel-1-Weltmeisterschaft 1998.

## Bericht

### Hintergrund
Nach dem Großen Preis von San Marino führte Mika Häkkinen in der Fahrerwertung mit drei Punkten vor David Coulthard und mit sechs Punkten vor Michael Schumacher. In der Konstrukteurswertung führte McLaren-Mercedes mit 18 Punkten vor Ferrari und mit 36 Punkten vor Williams-Mecachrome.
Ford brachte einen verbesserten Motor und Stewart ein verbessertes Chassis für dieses Rennwochenende mit, allerdings konnte nur Rubens Barrichello beides einsetzen.
Mit Michael Schumacher (zweimal), Damon Hill und Jacques Villeneuve (jeweils einmal) traten drei ehemalige Sieger zu diesem Grand Prix an.

### Training

#### Freitagstraining
Häkkinen war mit 1:22,147 Minuten rund acht Zehntel schneller als sein Zweitplatzierter Teamkollege Coulthard. Dahinter folgten Johnny Herbert, Eddie Irvine, Michael Schumacher und Heinz-Harald Frentzen. Alle Fahrer waren innerhalb von viereinhalb Sekunden platziert.

#### Samstagstraining
Erneut war Häkkinen vor Coulthard der Schnellste der Session. Dahinter folgten Giancarlo Fisichella, Alexander Wurz und Irvine. Alle Fahrer waren innerhalb von fünf Sekunden platziert.

### Qualifying
Zum dritten Mal stand Häkkinen vor seinem Teamkollegen, welcher wieder acht Zehntel zurücklag, auf der Pole-Position. Michael Schumacher folgte auf Platz drei mit rund eineinhalb Sekunden Rückstand, dahinter dann Fisichella, Wurz und Irvine. Alle Fahrer waren innerhalb von fünfeinhalb Sekunden platziert. Ricardo Rosset konnte sich aufgrund der 107-Prozent-Regel nicht für das Rennen qualifizieren. Er lag nur sechs Hundertstel über der vorgegebenen Zeit, in den freien Trainings erreichte er nur Zeiten, die mehr als vier beziehungsweise fünf Sekunden hinter der Tagesbestzeit lagen. Das war der bisher kleinste Abstand, aufgrund dessen sich ein Fahrer nicht qualifizieren konnte. Einzig Hill konnte dies beim Qualifying zum Großen Preis von Frankreich 1999 unterbieten, als er nur um drei Tausendstel nicht hätte starten dürfen. Aber er wurde dennoch zum Rennen zugelassen aufgrund einer Ausnahme beziehungsweise der bisherigen Trainingsleistung.

### Warm-Up

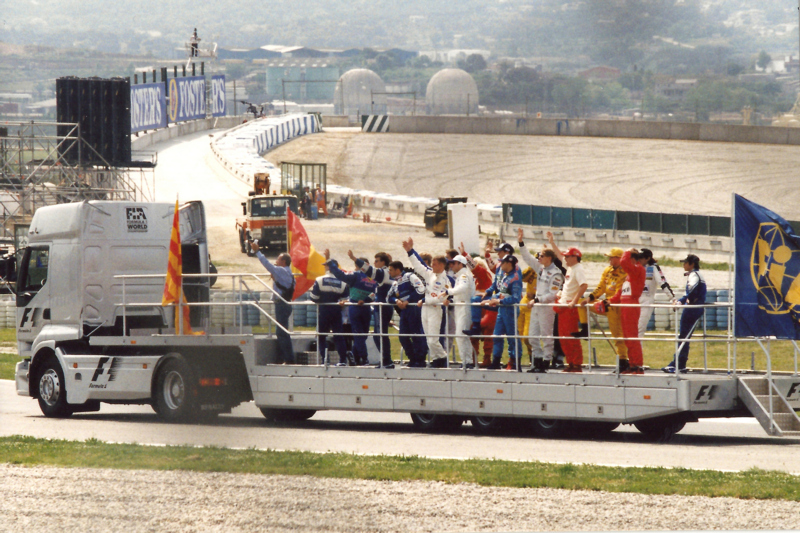
Fahrerparade

Zum vierten Mal war Häkkinen Schnellster, erneut um acht Zehntel schneller als sein Teamkollege Coulthard. Dahinter folgen Fisichella, Olivier Panis und Michael Schumacher. Alle Fahrer lagen innerhalb von fünf Sekunden, Rosset durfte wegen der Nichtqualifizierung für das Rennen nicht zur Session antreten.

### Rennen

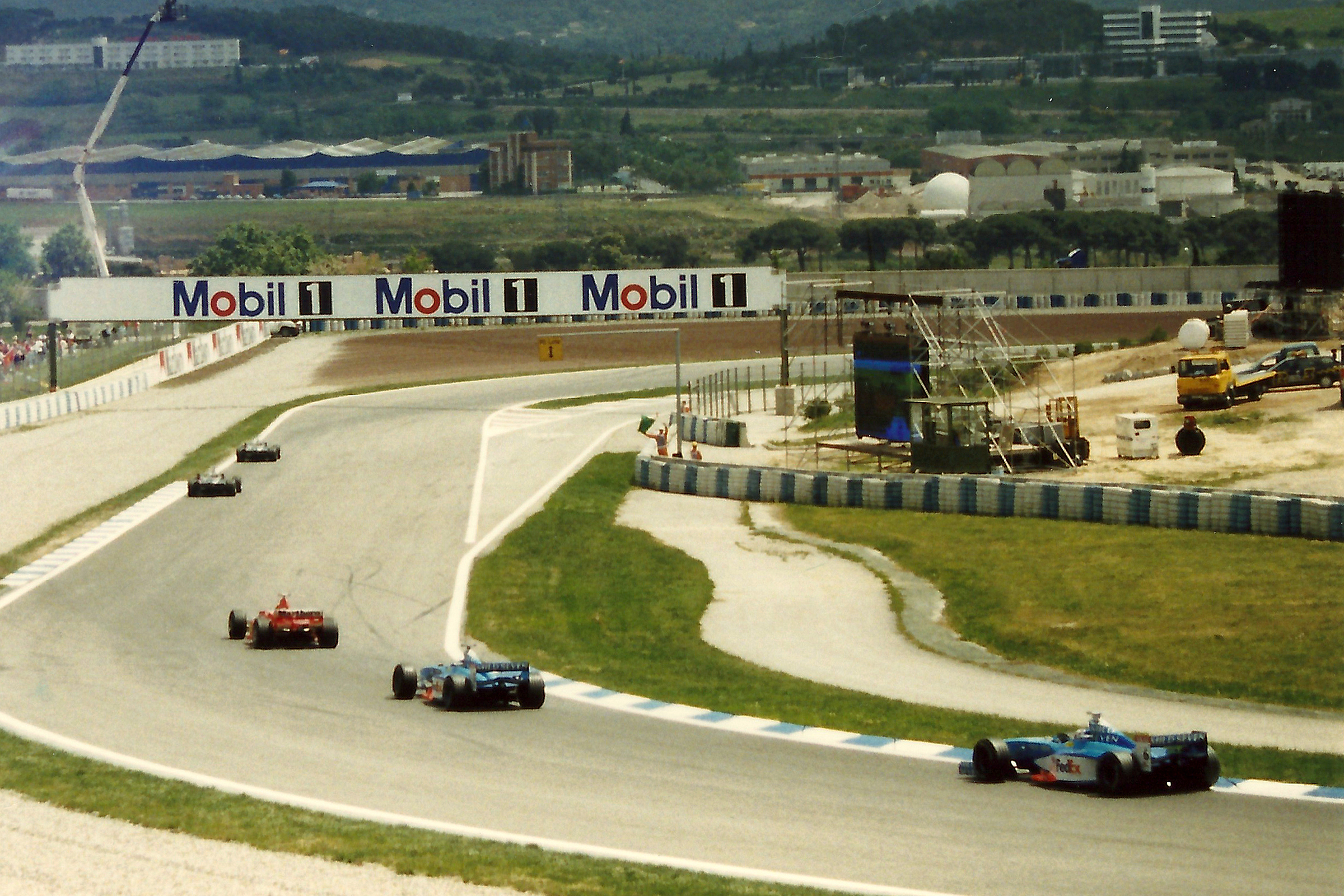
Formationsrunde

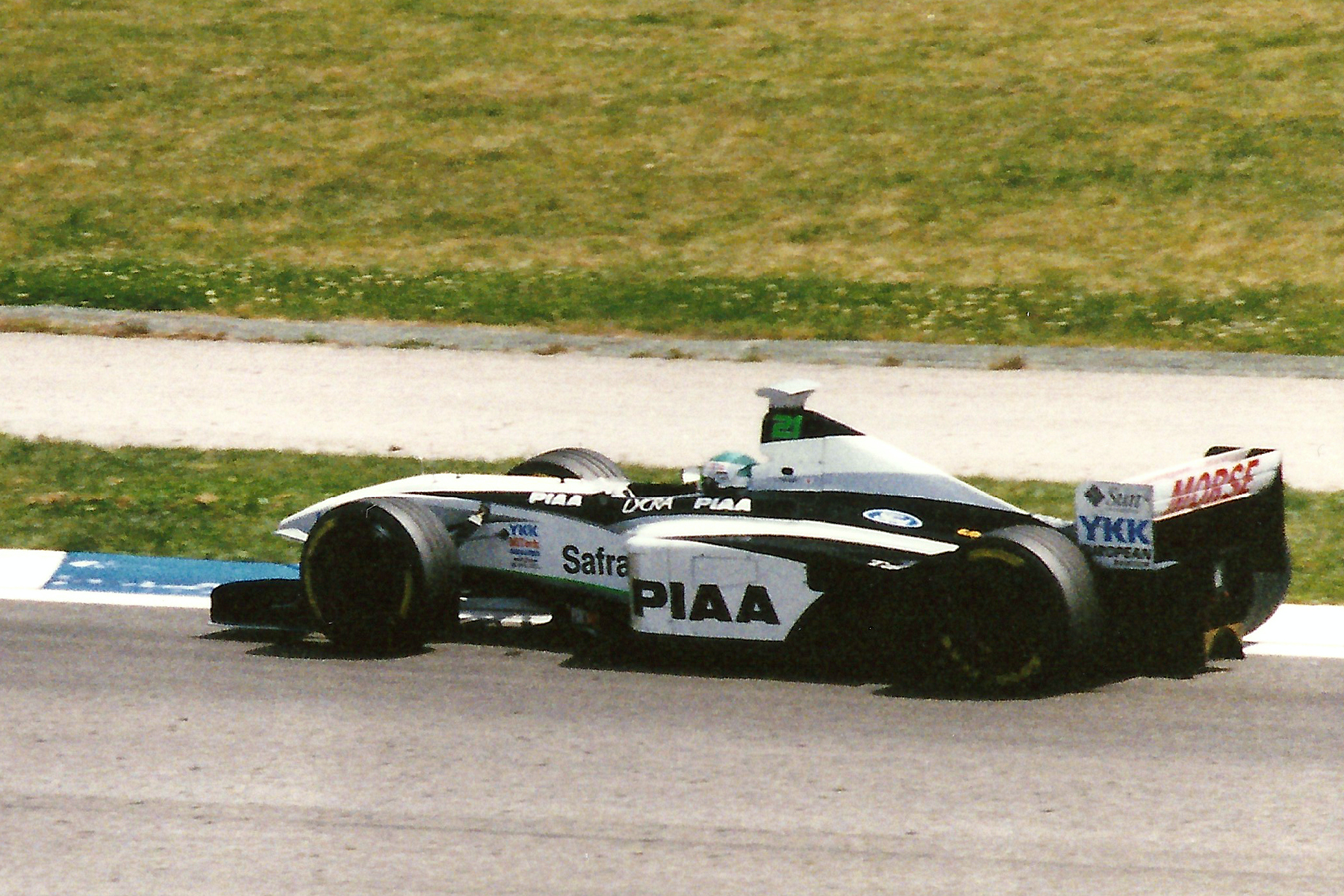
Toranosuke Takagi auf dem Weg zum 21. und letzten Startplatz, da sein Teamkollege Ricardo Rosset sich nicht qualifizieren konnte

Das Rennen war unspektakulär und wurde von beiden McLaren dominiert. Arrows-Fahrer Pedro Diniz musste aus der Box starten, da sein Auto beim Anfahren aufgrund eines Batteriedefekts liegen blieb. Beim Start kamen die McLaren gut weg und konnten ihren Vorsprung ausbauen, während Michael Schumacher schlecht weg kam und auf Platz fünf zurückfiel, direkt hinter seinen Teamkollegen Irvine und Fisichella. Bis zur ersten Boxenstoppserie änderte sich an diesen Positionen nichts mehr. In der ersten Runde kollidierten Jean Alesi und Frentzen miteinander, konnten aber beide das Rennen fortsetzen.
In Runde 22 passierte das Unfassbare, als bei beiden Arrows-Fahrern auf der Start-Ziel-Geraden zeitgleich beim Überholen untereinander der Motor hochging. Das Arrows-Team bezog für diese Saison einen Arrows 3.0 V10-Motor, welcher von Hart Racing Engines, ein Unternehmen des Teamchefs Tom Walkinshaw, entwickelt und in Eigenregie gebaut wurde.
Irvine und Fisichella kamen gleichzeitig an die Box. Irvine blockierte Fisichella absichtlich, um Michael Schumacher zu einem Vorsprung zu verhelfen. Doch nach dem Boxenstopp blieb die Konstellation gleich. In Runde 28 versuchte Fisichella, an Irvine außen vorbei zu gehen, doch dies schlug fehl: Fisichella traf Irvine und drehte sich und Irvine von der Strecke, wo beide im Kiesbett stecken blieben. Nach dem Rennen sagte ein wutentbrannter Fisichella, dass er nach dem Aussteigen Irvine fragte, ob er ein Idiot sei. Nach dem Rennen wurde Fisichella zu einer Geldstrafe in Höhe von 7.500 $ verurteilt. Dieser Unfall führte dazu, dass der zweite Benetton-Fahrer, Wurz, den vierten Platz erbte sowie Michael Schumacher kampflos auf den dritten Platz vorfuhr. Beide konnten ihre Positionen bis zum Rennende halten.
Häkkinen war konstant schneller als sein Teamkollege Coulthard, welcher einen exakt identischen Boliden wie der Finne fuhr. In der letzten Runde konnte sich Frentzen von Platz elf auf Platz acht verbessern. Jedoch erbte er den achten Platz, da die Streckenposten den vor ihm fahrenden Jarno Trulli fälschlicherweise die blaue Flagge zeigte. Der Grund für den Irrtum war, dass die Streckenposten annahmen, ein Ferrari näherte sich dem Prost-Piloten. Nach dem Ende sagte Trulli, dass er sehr verärgert ist, da er diesen großartigen Kampf wegen deren (Streckenposten, Anmerkung) Blindheit aufgeben musste.
Häkkinen sicherte sich zudem mit 1:24,275 Minuten die schnellste Runde.
Sowohl in der Fahrer- als auch in der Konstrukteurswertung blieben die ersten drei Positionen unverändert.

## Meldeliste
| Team                         | Nr. | Fahrer                | Chassis        | Motor                   | Reifen |
| ---------------------------- | --- | --------------------- | -------------- | ----------------------- | ------ |
| Winfield Williams            | 01  | Jacques Villeneuve    | Williams FW20  | Mecachrome 3.0 V10      | G      |
| Winfield Williams            | 02  | Heinz-Harald Frentzen | Williams FW20  | Mecachrome 3.0 V10      | G      |
| Scuderia Ferrari Marlboro    | 03  | Michael Schumacher    | Ferrari F300   | Ferrari 3.0 V10         | G      |
| Scuderia Ferrari Marlboro    | 04  | Eddie Irvine          | Ferrari F300   | Ferrari 3.0 V10         | G      |
| Mild Seven Benetton Playlife | 05  | Giancarlo Fisichella  | Benetton B198  | Playlife 3.0 V10        | B      |
| Mild Seven Benetton Playlife | 06  | Alexander Wurz        | Benetton B198  | Playlife 3.0 V10        | B      |
| West McLaren Mercedes        | 07  | David Coulthard       | McLaren MP4/13 | Mercedes-Benz 3.0 V10   | B      |
| West McLaren Mercedes        | 08  | Mika Häkkinen         | McLaren MP4/13 | Mercedes-Benz 3.0 V10   | B      |
| Benson & Hedges Jordan       | 09  | Damon Hill            | Jordan 197     | Mugen-Honda 3.0 V10     | G      |
| Benson & Hedges Jordan       | 10  | Ralf Schumacher       | Jordan 197     | Mugen-Honda 3.0 V10     | G      |
| Gauloises Prost Peugeot      | 11  | Olivier Panis         | Prost AP01     | Peugeot 3.0 V10         | B      |
| Gauloises Prost Peugeot      | 12  | Jarno Trulli          | Prost AP01     | Peugeot 3.0 V10         | B      |
| Red Bull Sauber Petronas     | 14  | Jean Alesi            | Sauber C17     | Petronas 3.0 V10        | G      |
| Red Bull Sauber Petronas     | 15  | Johnny Herbert        | Sauber C17     | Petronas 3.0 V10        | G      |
| Danka Zepter Arrows          | 16  | Pedro Diniz           | Arrows A19     | Arrows 3.0 V10          | B      |
| Danka Zepter Arrows          | 17  | Mika Salo             | Arrows A19     | Arrows 3.0 V10          | B      |
| Stewart Ford                 | 18  | Rubens Barrichello    | Stewart SF2    | Ford Zetec-R 3.0 V10    | B      |
| Stewart Ford                 | 19  | Jan Magnussen         | Stewart SF2    | Ford Zetec-R 3.0 V10    | B      |
| Tyrrell                      | 20  | Ricardo Rosset        | Tyrrell 026    | Ford Zetec-R/97 3.0 V10 | G      |
| Tyrrell                      | 21  | Toranosuke Takagi     | Tyrrell 026    | Ford Zetec-R/97 3.0 V10 | G      |
| Fondmetal Minardi Team       | 22  | Shinji Nakano         | Minardi M198   | Ford Zetec-R/97 3.0 V10 | B      |
| Fondmetal Minardi Team       | 23  | Esteban Tuero         | Minardi M198   | Ford Zetec-R/97 3.0 V10 | B      |

## Klassifikation

### Qualifying
| Pos.                                                                       | Fahrer                | Konstrukteur        | Zeit     | Start |
| -------------------------------------------------------------------------- | --------------------- | ------------------- | -------- | ----- |
| 01                                                                         | Mika Häkkinen         | McLaren-Mercedes    | 1:20,262 | 01    |
| 02                                                                         | David Coulthard       | McLaren-Mercedes    | 1:20,996 | 02    |
| 03                                                                         | Michael Schumacher    | Ferrari             | 1:21,785 | 03    |
| 04                                                                         | Giancarlo Fisichella  | Benetton-Playlife   | 1:21,894 | 04    |
| 05                                                                         | Alexander Wurz        | Benetton-Playlife   | 1:21,965 | 05    |
| 06                                                                         | Eddie Irvine          | Ferrari             | 1:22,350 | 06    |
| 07                                                                         | Johnny Herbert        | Sauber-Petronas     | 1:22,794 | 07    |
| 08                                                                         | Damon Hill            | Jordan-Mugen-Honda  | 1:22,835 | 08    |
| 09                                                                         | Rubens Barrichello    | Stewart-Ford        | 1:22,860 | 09    |
| 10                                                                         | Jacques Villeneuve    | Williams-Mecachrome | 1:22,885 | 10    |
| 11                                                                         | Ralf Schumacher       | Jordan-Mugen-Honda  | 1:22,927 | 11    |
| 12                                                                         | Olivier Panis         | Prost-Peugeot       | 1:22,963 | 12    |
| 13                                                                         | Heinz-Harald Frentzen | Williams-Mecachrome | 1:23,197 | 13    |
| 14                                                                         | Jean Alesi            | Sauber-Petronas     | 1:23,327 | 14    |
| 15                                                                         | Pedro Diniz           | Arrows              | 1:23,704 | 15    |
| 16                                                                         | Jarno Trulli          | Prost-Peugeot       | 1:23,748 | 16    |
| 17                                                                         | Mika Salo             | Arrows              | 1:23,887 | 17    |
| 18                                                                         | Jan Magnussen         | Stewart-Ford        | 1:24,112 | 18    |
| 19                                                                         | Esteban Tuero         | Minardi-Ford        | 1:24,265 | 19    |
| 20                                                                         | Shinji Nakano         | Minardi-Ford        | 1:24,538 | 20    |
| 21                                                                         | Toranosuke Takagi     | Tyrrell-Ford        | 1:24,722 | 21    |
| 107-Prozent-Zeit: 1:25.880 min (bezogen auf die Bestzeit von 1:20,262 min) |                       |                     |          |       |
| DNQ                                                                        | Ricardo Rosset        | Tyrrell-Ford        | 1:25,946 | –     |

### Rennen
| Pos. | Fahrer                | Konstrukteur        | Runden | Stopps | Zeit        | Start | Schnellste Runde |
| ---- | --------------------- | ------------------- | ------ | ------ | ----------- | ----- | ---------------- |
| 01   | Mika Häkkinen         | McLaren-Mercedes    | 65     | 2      | 1:33:37,621 | 01    | 1:24,275 (25.)   |
| 02   | David Coulthard       | McLaren-Mercedes    | 65     | 2      | + 9,439     | 02    | 1:24,778 (61.)   |
| 03   | Michael Schumacher    | Ferrari             | 65     | 3      | + 47,095    | 03    | 1:24,625 (45.)   |
| 04   | Alexander Wurz        | Benetton-Playlife   | 65     | 2      | + 1:02,538  | 05    | 1:25,343 (43.)   |
| 05   | Rubens Barrichello    | Stewart-Ford        | 64     | 2      | + 1 Runde   | 09    | 1:26,532 (23.)   |
| 06   | Jacques Villeneuve    | Williams-Mecachrome | 64     | 2      | + 1 Runde   | 10    | 1:26,407 (24.)   |
| 07   | Johnny Herbert        | Sauber-Petronas     | 64     | 2      | + 1 Runde   | 07    | 1:26,354 (25.)   |
| 08   | Heinz-Harald Frentzen | Williams-Mecachrome | 63     | 3      | + 2 Runden  | 13    | 1:26,011 (03.)   |
| 09   | Jarno Trulli          | Prost-Peugeot       | 63     | 2      | + 2 Runden  | 16    | 1:26,394 (25.)   |
| 10   | Jean Alesi            | Sauber-Petronas     | 63     | 2      | + 2 Runden  | 14    | 1:25,668 (31.)   |
| 11   | Ralf Schumacher       | Jordan-Mugen-Honda  | 63     | 2      | + 2 Runden  | 11    | 1:26,533 (40.)   |
| 12   | Jan Magnussen         | Stewart-Ford        | 63     | 2      | + 2 Runden  | 18    | 1:27,203 (43.)   |
| 13   | Toranosuke Takagi     | Tyrrell-Ford        | 63     | 2      | + 2 Runden  | 21    | 1:28,066 (34.)   |
| 14   | Shinji Nakano         | Minardi-Ford        | 63     | 2      | + 2 Runden  | 20    | 1:27,767 (25.)   |
| 15   | Esteban Tuero         | Minardi-Ford        | 63     | 3      | + 2 Runden  | 19    | 1:27,601 (45.)   |
| 16   | Olivier Panis         | Prost-Peugeot       | 60     | 2      | DNF         | 12    | 1:26,502 (57.)   |
| –    | Damon Hill            | Jordan-Mugen-Honda  | 46     | 2      | DNF         | 08    | 1:26,501 (37.)   |
| –    | Eddie Irvine          | Ferrari             | 28     | 1      | DNF         | 06    | 1:25,778 (20.)   |
| –    | Giancarlo Fisichella  | Benetton-Playlife   | 28     | 1      | DNF         | 04    | 1:25,851 (18.)   |
| –    | Mika Salo             | Arrows              | 21     | 0      | DNF         | 17    | 1:27,767 (22.)   |
| –    | Pedro Diniz           | Arrows              | 20     | 0      | DNF         | Box   | 1:27,638 (16.)   |

Anmerkungen
1. ↑  Diniz musste aus der Box starten, da sein Auto beim Anfahren aufgrund eines Batteriedefekts liegen blieb.

## WM-Stände nach dem Rennen
Die ersten sechs des Rennens bekamen 10, 6, 4, 3, 2 bzw. 1 Punkt(e).

### Fahrerwertung
| Pos. | Fahrer                | Konstrukteur        | Punkte |
| ---- | --------------------- | ------------------- | ------ |
| 01   | Mika Häkkinen         | McLaren-Mercedes    | 36     |
| 02   | David Coulthard       | McLaren-Mercedes    | 29     |
| 03   | Michael Schumacher    | Ferrari             | 24     |
| 04   | Eddie Irvine          | Ferrari             | 11     |
| 05   | Alexander Wurz        | Benetton-Playlife   | 9      |
| 06   | Heinz-Harald Frentzen | Williams-Mecachrome | 8      |
| 07   | Jacques Villeneuve    | Williams-Renault    | 6      |
| 08   | Jean Alesi            | Sauber-Petronas     | 3      |
| 09   | Rubens Barrichello    | Stewart-Ford        | 2      |
| 10   | Johnny Herbert        | Sauber-Petronas     | 1      |
| 11   | Giancarlo Fisichella  | Benetton-Playlife   | 1      |

| Pos. | Fahrer            | Konstrukteur       | Punkte |
| ---- | ----------------- | ------------------ | ------ |
| 12   | Ralf Schumacher   | Jordan-Mugen-Honda | 0      |
| 13   | Damon Hill        | Jordan-Mugen-Honda | 0      |
| 14   | Esteban Tuero     | Minardi-Ford       | 0      |
| 15   | Olivier Panis     | Prost-Peugeot      | 0      |
| 16   | Jarno Trulli      | Prost-Peugeot      | 0      |
| 17   | Mika Salo         | Arrows             | 0      |
| 18   | Jan Magnussen     | Stewart-Ford       | 0      |
| 19   | Toranosuke Takagi | Tyrrell-Ford       | 0      |
| 20   | Shinji Nakano     | Minardi-Ford       | 0      |
| 21   | Ricardo Rosset    | Tyrrell-Ford       | 0      |
| –    | Pedro Diniz       | Arrows             | 0      |

### Konstrukteurswertung
| Pos. | Konstrukteur        | Punkte |
| ---- | ------------------- | ------ |
| 01   | McLaren-Mercedes    | 65     |
| 02   | Ferrari             | 35     |
| 03   | Williams-Mecachrome | 14     |
| 04   | Benetton-Playlife   | 10     |
| 05   | Sauber-Petronas     | 4      |
| 06   | Stewart-Ford        | 2      |

| Pos. | Konstrukteur       | Punkte |
| ---- | ------------------ | ------ |
| 07   | Jordan-Mugen-Honda | 0      |
| 08   | Minardi-Ford       | 0      |
| 09   | Prost-Peugeot      | 0      |
| 10   | Arrows             | 0      |
| 11   | Tyrrell-Ford       | 0      |